# Aylesbury
Aylesbury è una cittadina della contea del Buckinghamshire, in Inghilterra. È un'antica città di mercato con vari pub storici. I punti di riferimento più famosi sono il museo di Roald Dahl e il teatro Waterside, quest'ultimo fondato nel 2010. La cittadina ha anche visto l'inizio dei Giochi paralimpici. Secondo i dati del censimento del 2021 conta 87 967 abitanti.

## Storia

### Periodo anglosassone
Il nome della cittadina origina dall'inglese antico. Il primo nome documentato, Æglesburgh, potrebbe significare "fortezza di Ægel" ma non è certo ci sia Ægel. È anche possibile che il nome Sassone, Ægeles-burh, significhi "burgh di una chiesa", dalla parola gallese per chiesa: eglwys (in latino ecclesia).
Nel 1985 scavi nel centro città rivelarono una fortezza di collina dall'età del ferro, datazione quarto secolo a.C.
Aylesbury era una città di mercato importante durante il periodo anglosassone e vi era seppellito il Santo Osgyth, il quale reliquiario attirava pellegrini. La chiesa gotico inglese di Santa Maria contiene una cripta dallo stesso periodo, nonostante la convinzione da alcuni che fosse anglosassone. Dopo la conquista normanna il re prese la villa padronale di Aylesbury e Guglielmo il Conquistatore diede della terra a cittadini con la promessa di doni ad ogni sua visita.

### Anni 1400-1600
Nel 1450 John Kemp, arcivescovo di York, fondò un'organizzazione religiosa chiamata Gilda di Santa Maria, o Gilda della Nostra Signora che divenne un punto d'incontro per dignitari e un focolaio per intrigo politico. La gilda influenzò l'esito della guerra delle due rose. La sua sede nella cappella esiste ancora, ma oggi viene usata prevalentemente per commercio.
Enrico VIII d'Inghilterra dichiarò Aylesbury la città principale di Buckinghamshire nel 1529. È probabile che questa azione sia stata presa per ingraziarsi con la famiglia di Anna Bolena, dato che il padre Tommaso Bolena era il proprietario della villa padronale.
Negli anni 1603 e 1604 la peste nera decimò il popolo.
La città ha avuto un ruolo molto importante nella guerra civile inglese quando divenne una fortezza per i puritani e nel 1642 la battaglia di Aylesbury fu lottata e vinta dai puritani.

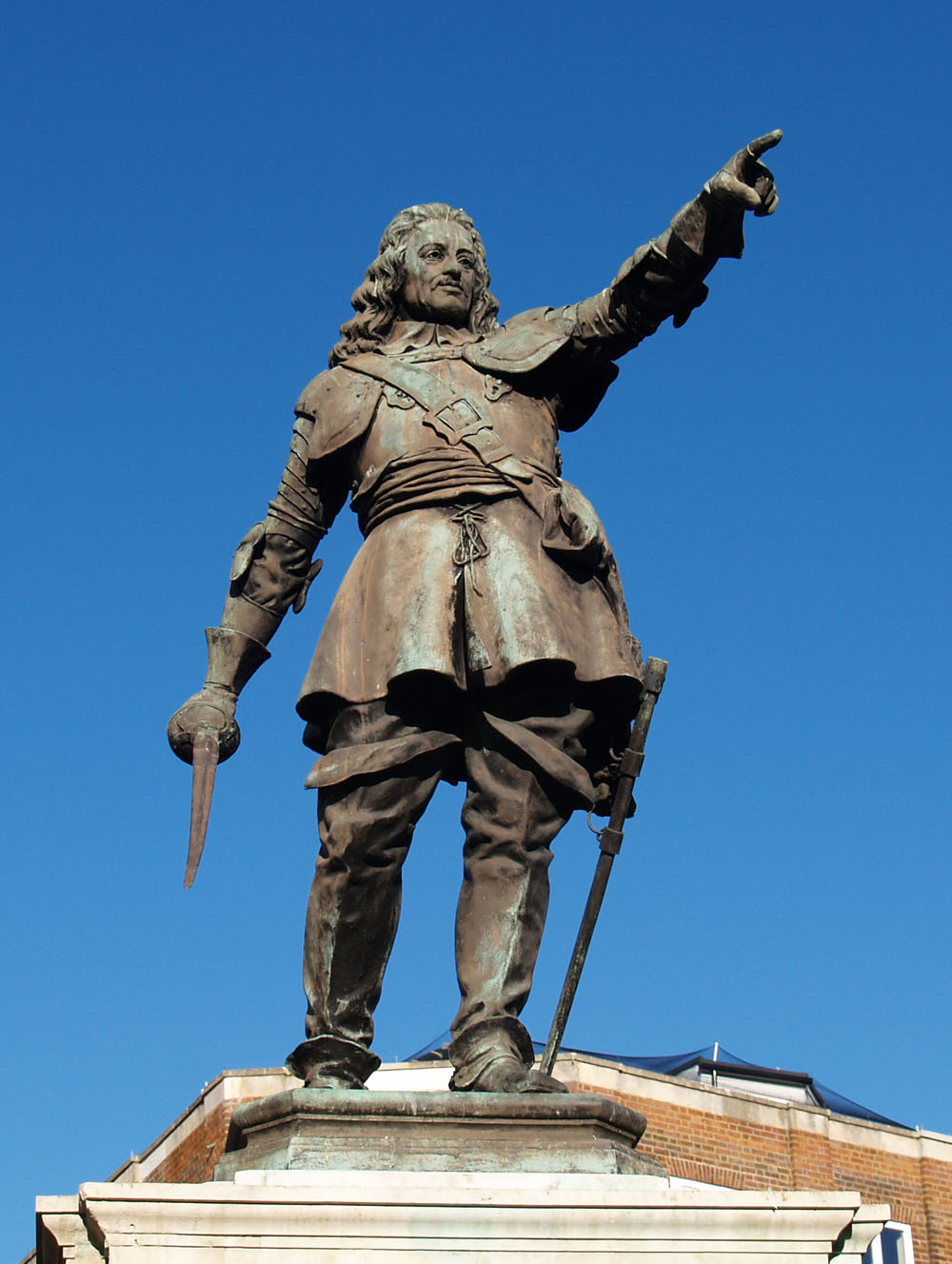
Statua di John Hampden nella piazza del mercato di Aylesbury.

Essendo vicina a Great Hampden, sede di John Hampden, ha reso quest'ultimo un eroe del luogo: il suo profilo è l'emblema del comune del distretto della valle di Aylesbury e la sua statua è ben in vista nel centro città. Il compositore Rutland Boughton, originario di Aylesbury, creò una sinfonia basata su Oliver Cromwell, possibilmente inspirato dalla statua di John Hampden.

### Associazione Francese
Il palazzo giacobino di Hartwell, classificato grade II* e situato al sud della città fu la residenza di Luigi XVIII durante il suo esilio (1810-1814) e ha dato il nome a Bourbon Street. La moglie di Luigi, Maria Giuseppina di Savoia morì a Hartwell nel 1810, diventando l'unica regina francese a morire su suolo inglese. Dopo la sua morte il suo corpo fu portato a Westminster Abbey e in Sardegna un anno dopo, dove il re di Sardegna si era ritirato durante l'occupazione napoleonica di Torino e Piemonte; è seppellita nella cattedrale di Cagliari.

#### Periodo moderno
Lo stemma araldico di Aylesbury mostra l'anatra di Aylesbury, accoppiati qui sin dall'inizio della rivoluzione industriale ma oggi rimane solamente un allevatore di vere anatre di Aylesbury, un uomo chiamato Richard Waller.
Nel 1868 la compagnia Metropolitan Railway inaugurò il prolungamento della futura metropolitana di Londra fino ad Amersham. La linea Metropolitan oggi mantiene Amersham come capolinea, ma all’epoca anche da Aylesbury partivano treni per il centro di Londra. Aylesbury non fu mai inclusa nelle mappe della metropolitana, e in seguito il collegamento con Amersham fu smantellato.
La città ricevette anche pubblicità Internationale nel 1963 quando i responsabili dell'assalto al treno postale Glasgow-Londra furono processati negli uffici del distretto rurale di Aylesbury su Walton Street e furono condannati al Crown Court di Aylesbury. La rapina avvenne a Bridge Bridge, un ponte ferroviario a Ledburn, circa 6 miglia (10 km) dalla città.
Un istituto notevole è Aylesbury Grammar School, fondata nel 1598. L'edificio originale fa parte ora del museo della contea e l'architettura è classificate grade II*. Altri licei classici al presente includono Sir Henry Floyd Grammar School e Aylesbury High School. Altri edifici notevoli sono la locanda King's Head e il centro Queens Park. La locanda è uno degli ultimi pub in Inghilterra posseduti dal National Trust.

## Società

### Evoluzione demografica
La popolazione della città è cresciuta da 28.000 negli anni 1960 fino a quasi 72.000 nel 2011 grazie principalmente alle nuove aree di sviluppo urbano, incluso zone residenziali per accomodare l'eccesso della popolazione di Londra, costruiti per sollevare pressione dalla capitale e per spostare gente da quartieri bassi nel centro città a luoghi più favorevoli. Aylesbury, più di molte altre città di mercato inglesi ha subito la demolizione di aree considerevoli del suo centro negli anni 1950 e 1960. Case dal sedicesimo, diciassettesimo, e diciottesimo secolo (molte in buone condizioni) furono demolite per dare spazio a nuovi sviluppi, particolarmente per commercio.
Secondo il censimento del 2011 i gruppi religiosi di Aylesbury sono: cristianesimo (55,7%), nessuna religione (26,9%), islam (8,3%), induismo (1,4%), altro (0,4%). 6,7% dei rispondenti non diedero la loro religione.

## Geografia
Aylesbury si trova in una zona geografica figurativa chiamata South Midlands.

### Quartieri

La parrocchia di Aylesbury e dintorni.

Zone di residenza e quartieri di Aylesbury includono:
- Bedgrove
- Berryfields
- Broughton
- Buckingham Park
- Elm Farm
- Elmhurst
- Fairford Leys
- Haydon Hill
- Hawkslade farm
- Mandeville Estate
- Meadowcroft
- Probendal Farm
- Quarrendon
- Queens Park
- Southcourt
- Stoke Grange
- Walton Court
- Watermead
- The Willows

### Fattorie e borghi
Aylesbury è stata estesa e circonda completamente i borghi e ex-fattorie:
- Bedgrove
- California
- Fairford Leys
- New Zealand
- Prebendal Farm
- Quarrendon
- Turnfurlong
- Walton

### Sviluppi futuri
Se i piani per aumentare nuove residenze andranno avanti si aggiungeranno venti mila persone e la periferia di Aylesbury potrebbe diventare strettamente legata ai villaggi adiacenti di Bierton, Hartwell, Stoke Mandeville, Stone, Sedrup, e Weston Turville.
Zone distinte che hanno prezzi alti nella città sono Bedgrove, la zona di tutela intorno alla chiesa di Santa Maria, e Queens Park, specialmente sul canale. Gli sviluppi anticipati dovrebbero aumentare the popolazione urbana di Aylesbury dall'attuale 75.000 c. a 100.000 tra gli anni 2018 e 2023. Londra si trova a 36,5 miglia (58,7 km) di distanza al sudest, attraverso le colline Chiltern.

### Rilievi, terreno, e geologia
Aylesbury si trova immediatamente al sudest del fiume Tamigi che score oltre Thame a Dochester ed è situata in parte sull'estremo nord di due affioramenti di pietra di Portland, tagliati in due da un ruscellino, Bear Brook.
Le rocce più vecchie della contea sono dal periodo Giurassico e coprono l'intera parte del nord Buckinghamshire. Al sud sono seguiti continuamente da rocce più giovani.

## Cultura e comunità
Il centro di Aylesbury ha molti bar e pub, inoltre al Queens Park Centre, il centro d'arte indipendente più grande nel Regno Unito.

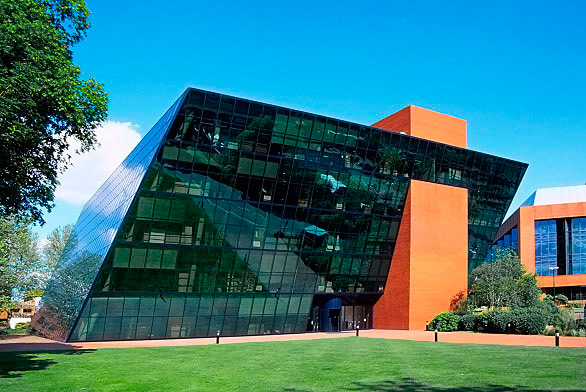
L'edificio "Blue Leanie".

Il giornale locale è il Bucks Herald, pubblicato per la prima volta nel gennaio del 1832. La stazione radio è Mix 96, la cui prima trasmissione fu in aprile 1994. Uno degli edifici più notevoli è il palazzo di uffici "Blue Leanie", occupato dalla banca Lloyds.
Nell'ottobre del 2010 si aprì il nuovo teatro da 42 milioni di sterline, Aylesbury Waterside Theatre e la città sta riconvertendo la zona circostante come parte del progetto Waterside da 100 milioni di sterline. Quando questo sarà completato ci saranno 260 000 piedi quadrati (24 000 metri quadrati) in nuovo spazio commerciale e 1 100 nuovi posti di lavoro creati. In agosto 2013 aprirono un supermercato Waitrose e un albergo Travelodge di fronte al teatro. Un ramo dei ristoranti Wagamama e Nando's sono stati aperti a 'The Exchange' nel 2014 accanto al cinema Odeon su Exchange Street.
Il ponte Bourg Walk (anche chiamato ponte Southcourt o ponte Roberts) fu costruito nel maggio 2009 e connette Southcourt al centro di Aylesbury. Il centro del ponte è una colonna di calcestruzzo con quattro cavi di sospensione che sorreggono l'edificio. Il ponte è una parte chiave del progetto Aylesbury Hub.
Nella città di Aylesbury ha mosso i primi passi il gruppo rock progressive dei Marillion nel 1981.

## Amministrazione
Il consiglio comunale di Aylesbury è un consiglio parrocchiale che fa parte del quartiere di Aylesbury Vale. Nel 2012 includeva 25 consiglieri, 15 dei cui erano Liberal Democratici, 7 Partito Conservatore, 2 Partito per l'Indipendenza del Regno Unito, e 1 Partito Laburista. Il consiglio rappresenta solo gli elettori della città di Aylesbury. Villaggi dei dintorni e sviluppi urbani recenti sulla periferia di Aylesbury, come Fairford Leys e Watermead hanno i loro propri consigli parrocchiali. Nel 2010 the consiglio del distretto decise che i nuovi sviluppi di Berryfields e Weedon Hill, entrambi al nord di Aylesbury, dovrebbero unirsi e formare una nuova parrocchia nel maggio 2011.
Il consiglio comunale elegge anche il sindaco ogni anno dai consiglieri comunali. Il procedimento si conclude con la cerimonia formale chiamato il "Mayor Making" quando il nuovo sindaco prende il posto di quello precedente. Il ruolo di sindaco è prevalentemente cerimoniale e rappresenta la città a vari eventi e fa da ambasciatore.

### Gemellaggi
- Bourg-en-Bresse

## Educazione
Aylesbury è la sede di un college di istruzione post-scolastica general (Aylesbury College su Oxford Road), tre licei classici, due scuole superiori pubbliche, un'accademia, una scuola professionale, e una varietà di scuole elementari. I licei sono:
- Aylesbury Grammar School (per maschi)
- Aylesbury High School (per femmine)
- Aylesbury Vale Academy
- Buckinghamshire University Technical College
- The Grange School
- Sir Henry Floyd Grammar School
- Mandeville School

Vi sono anche le seguenti scuole speciali:
- Il Centro PACE
- Pebble Brook School
- Stocklake Park Community School

Il centro di musica di Aylesbury è un gran centro di educazione e ha una propria sede accanto a Aylesbury High School ed è rivale del Royal College di musica.

## Salute
L'Ospedale di Stoke Mandeville è un gran ospedale della NHS al sud del centro città. Il suo Centro Nazionale di Lesioni Spinali è uno dei più grandi centri specialisti al mondo, e il lavoro di riabilitazione pionieristico messo in pratica da Sir Ludwig Guttmann portò allo sviluppo dei gioghi paralitici. Lo stadio di Stoke Mandeville fu sviluppato a fianco all'ospedale ed è il Centro Nazionale per lo Sport Disabile nel Regno Unito.
L'Ospedale di Royal Buckinghamshire è un ospedale privato che specializza nelle lesioni al midollo spinale.
Per quanto riguarda la terapia e i trattamenti per la salute mentale Aylesbury ha il Tindal Centre su Bierton Road. Il Tindal Centre fu chiuso nel 2014 e la terapia per la salute mentale e il gruppo per la salute mentale di adulti e adulti più grandi si spostarono al nuovo ospedale Whiteleaf Centre. Il Tindal Centre è ancora vuoto.

## Commercio e industria
Tradizionalmente la città era un centro commerciale con un mercato che risale al periodo anglosassone grazia alla sua posizione su Akeman Street che divenne una rotta commerciale riconosciuto tra Londra e il sudovest. Nel 1180 fu stabilita una prigione nella città.

### Quindicesimo secolo
Entro il 1477 la farina veniva macinata a Aylesbury per le parrocchie circostanti e rimase un'industria stabilita fino al periodo moderno. L'ultimo mulino di Aylesbury fu chiusa negli anni 1990.

### Diciassettesimo secolo

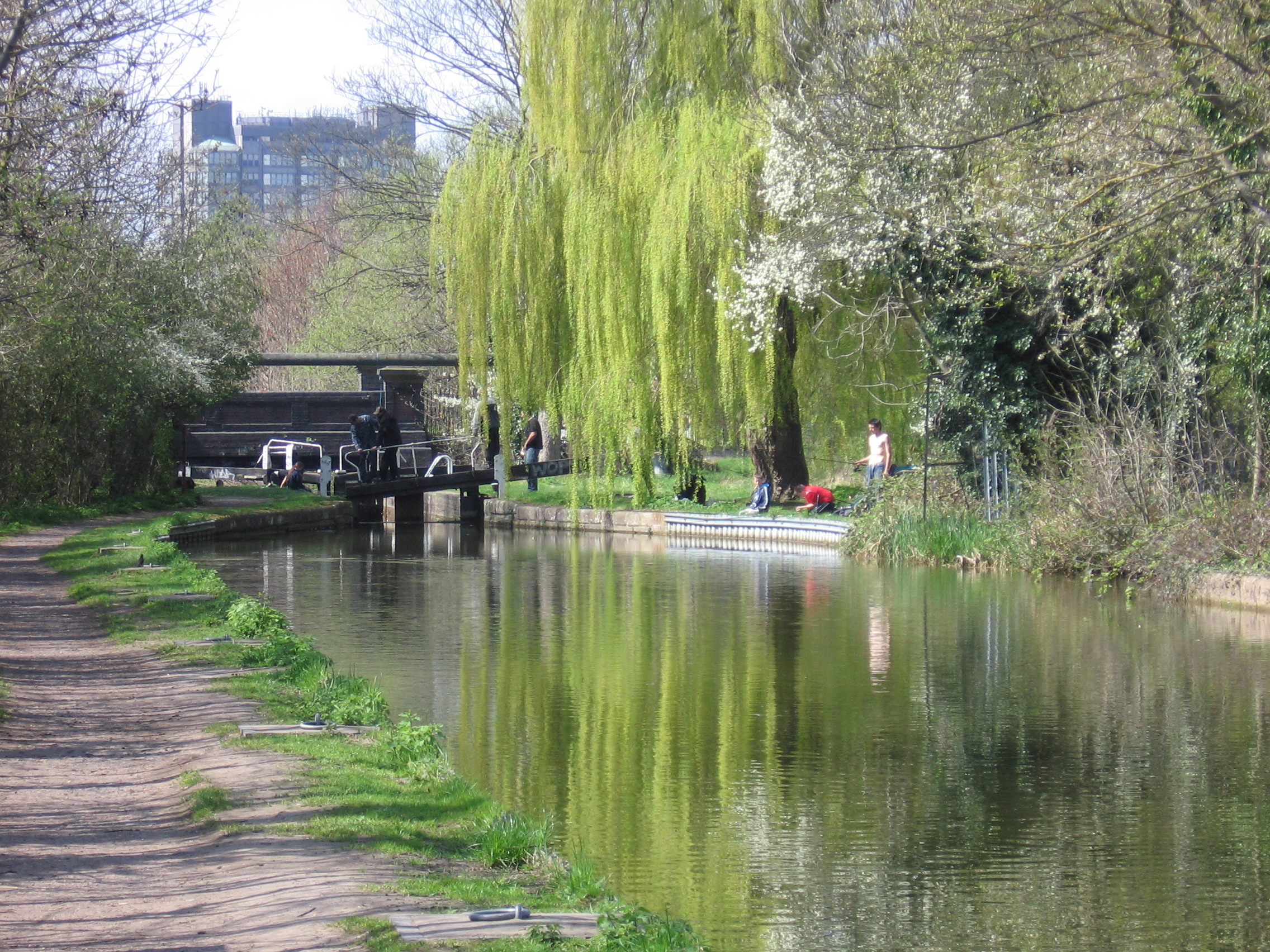
Canale di Aylesbury.

Nel 1672 bambini poveri in Buckinghamshire furono insegnati a creare il pizzo per poter guadagnare da vivere. Venne conosciuto come "Bucks lace" e divenne molto ricercato. Ci fu un boom di fabbricazione e il pizzo era fatto principalmente da donne e bambini poveri. L'industria del pizzo a mano scomparse entro il periodo vittoriano quando il pizzo fatto a macchina divenne più popolare.

### Diciannovesimo secolo
Nel 1814 il ramo di Aylesbury del Grand Union Canal da Marsworth fu aperto e portò molta industria alla città per la prima volta. Allo stesso tempo il ramo di Wendover fu costruito, portando al villaggio di Wendover.

### Ventesimo secolo
Dal 1919 fino al 1925 i lavori di ingegneria Cubitt furono un fabbricante a volume di veicoli a motore. Circa 3 000 macchine furono costruite ma il loro design lento e pesante non riuscì a sopravvivere l'invasione della competizione economica americana. La fabbrica è stata demolita per sviluppare una zona residenziale.

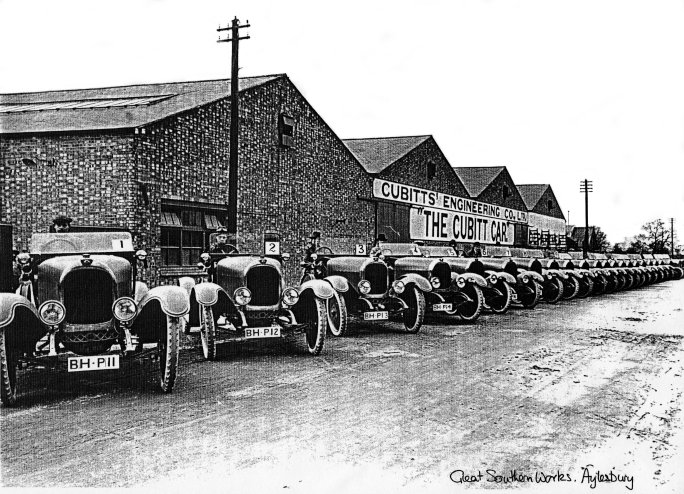
Fabbrica di Cubitt

Entro la fine del ventesimo secolo i due datori di lavoro principali nella città erano Hazell, Watson and Viney (tipografi e rilegatori) e latticini Nestlé. Queste fabbriche sono state demolite da molto e sostituiti da un supermercato Tesco che fu aperto nel 1994 e una zona residenziale.

### Ventunesimo secolo
Oggi la città è ancora un grande centro commerciale e il mercato si svolge ancora nella piazza quattro volte a settimana. Nestlé e Hazell, Watson and Viney e il produttore di parti d'auto americane TRW sono scomparsi, l'ultimo nel 2006. Nonostante questo tre centri d'industria e commercio si assicurano che la città abbia uno dei tassi di disoccupazione più bassi della nazione.
Un Arla Foods "megadairy" da 150 milioni di sterline è stato aperto a poca distanza dalla A41 vicino a Aston Clinton nel novembre del 2013. Provvedimenti per il miglioramento del traffico vennero pagati da Arla Foods per ridurre l'impatto di congestione e inquinamento.